# Alejandro Robles
Alejandro Robles Gallegos (1849 - ¿?) fue un escritor chileno.

## Biografía
Nació en San Vicente de Tagua Tagua, en la provincia de Colchagua, en 1849. Fueron sus padres don Juan J. Robles y la señora Carmen Gallegos. Hizo sus estudios de humanidades en el Seminario de Santiago. 
Se inició en la literatura desde joven. Pedro Pablo Figueroa, en su Diccionario Biográfico, señaló sobre Robles que, "luciendo en sus escritos la gracia nativa, que es peculiar de la estirpe popular, se ha caracterizado en el periodismo como festivo escritor de costumbres. Sus artículos, llenos de chiste y espiritualidad, se han registrado en la prensa nacional, llamando la atención pública por la agudeza de sus epigramáticas concepciones. Dedicado a los trabajos de campo, desde la soledad de los valles de su pueblo ha enviado a los diarios y a los periódicos sus escritos de ameno solaz y de alegre factura literaria. Es fama que el chiste fluyo natural y espontáneo en las originales manifestaciones de nuestros ingenios populares. Parece que la gracia picante es un don nativo de nuestra raza popular".
- Datos: Q59484843